# 요한 파헬벨

파헬벨의 친필 사인, 1695년 고타에서 보낸 그의 편지에서 가져왔다.

요한 파헬벨(독일어: Johann Pachelbel, 1653년 9월 1일 세례 ~ 1706년 3월 9일 매장)은 바로크시대 독일의 작곡가이자 오르가니스트이며, 남독일오르간악파의 유행을 이끈 오르간 교사였다. 세속음악과 종교음악에 걸쳐 방대한 작품들을 작곡했으며, 코랄 프렐뤼드와 푸가의 발전에 기여함으로써 중기 바로크 시대의 가장 중요한 작곡가로 자리매김하였다.
파헬벨의 곡은 그의 일생동안 엄청난 인기를 누렸다. 그는 많은 제자를 두었고, 그의 작품들은 독일 남부와 중부 작곡가들에게 본보기가 되었다. 오늘날 파헬벨은 《라 장조의 카논》로써 대중적으로 널리 알려져있지만, 그 외에도 오르간을 위한 《바 장조의 샤콘느》, 《마 단조의 토카타》, 그리고 건반을 위한 변주곡집인 《아폴로의 육현금》(Hexachordum Apollinis) 등 수많은 걸작을 남겼다.
그는 선율과 화성적 명료성을 강조하여 복잡하지 않은 대위법 스타일을 선호하였다. 북스테후드와 비교할 때 그 역시 실내악과 성악에서 다양한 앙상블과 악기의 조합을 실험하였고 많은 곡에 매우 풍부한 기악 효과를 부여하였지만, 기교적 고난도나 화성적 모험을 추구하지는 않았다.